# Böckau
Böckau ist ein Gemeindeteil der Stadt Herrieden im Landkreis Ansbach (Mittelfranken, Bayern). Böckau liegt in der Gemarkung Elbersroth.

## Geografie
Das Dorf liegt an der Wieseth. Im Westen liegt das Kälberfeld, im Süden das Löschenholz auf dem Zeschenberg (479 m ü. NHN) und im Osten der Espan. Die Kreisstraße AN 52 führt nach Aichau (1,8 km westlich) bzw. nach Zirndorf (2 km östlich). Die AN 36 führt nach Gräbenwinden (1,5 km nordwestlich). Eine Gemeindeverbindungsstraße führt nach Lattenbuch (0,8 km nördlich).

## Geschichte
Böckau lag im Fraischbezirk des ansbachischen Oberamtes Feuchtwangen. Die Dorf- und Gemeindeherrschaft und Grundherrschaft wurde vom eichstättischen Stiftskapitel Herrieden ausgeübt. 1668 wie auch 1732 gab es 5 Anwesen mit 6 Mannschaften (1 Mahlmühle, 1 Zapfwirtschaft, 2 Höfe, 1 Gut mit doppelter Mannschaft, 1 Gut). Bis zum Ende des Alten Reiches hatte sich an den Verhältnissen nichts geändert. Von 1797 bis 1808 unterstand der Ort dem Justiz- und Kammeramt Feuchtwangen.
Mit dem Gemeindeedikt (frühes 19. Jahrhundert) wurde der Ort dem Steuerdistrikt Gräbenwinden und der Ruralgemeinde Aichau zugeordnet. Am 1. Juli 1972 wurde Böckau im Zuge der Gebietsreform in Bayern nach Herrieden eingemeindet.

## Einwohnerentwicklung
| Jahr      | 001818 | 001840 | 001861 | 001871 | 001885 | 001900 | 001925 | 001950 | 001961 | 001970 | 001987 |
| Einwohner | 61     | 52     | 63     | 58     | 53     | 52     | 52     | 60     | 42     | 48     | 47     |
| Häuser    | 9      | 9      |        |        | 9      | 9      | 9      | 9      | 9      |        | 10     |
| Quelle    | [ 11 ] | [ 12 ] | [ 13 ] | [ 14 ] | [ 15 ] | [ 16 ] | [ 17 ] | [ 18 ] | [ 19 ] | [ 20 ] | [ 1 ]  |

## Religion
Der Ort ist seit der Reformation gemischt konfessionell. Die Protestanten sind nach St. Wenzeslaus (Wieseth) gepfarrt, die Katholiken nach St. Jakobus der Ältere (Elbersroth).